# なぜなぜ九州
『なぜなぜ九州』（なぜなぜきゅうしゅう）は、1981年10月から1993年6月まで九州地方の日本テレビ系列局とサガテレビで放送されていた、福岡放送製作の小学生向けの教育番組である。九州電力の一社提供。製作局の福岡放送では毎週日曜 17:00 - 17:15 （日本標準時）に放送。

## 概要
ネット局の女性アナウンサーと九州7県在住の小学生が、地元の「なぜ?」という科学系の疑問を探求する。

## 出演者
- 福留功男（当時日本テレビアナウンサー） - 初代司会。
- 古賀ゆきひと（当時福岡放送アナウンサー）
- ほか

後期にはスタジオパートそのものがなくなり、取材地域局の女性アナウンサーが主体となって輪番制で司会を務めるようになった。
ちなみに、第343回の「海岸には、なぜテトラポットを使うのだろう！？」の回では、当時11歳の小学六年生だったコブクロの小渕健太郎（宮崎市出身）もテレビ宮崎のアナウンサーとともに出演していた。

## 放送局
- 福岡放送（日本テレビ系列） - 主制作局。佐賀県内の取材も兼務（ただし、佐賀県内の放映は後述のサガテレビで行う）。
- テレビ長崎（当時日本テレビ系列・フジテレビ系列クロスネット） → 長崎国際テレビ（日本テレビ系列）
- テレビ熊本（当時フジテレビ系列中心の日本テレビ系列・テレビ朝日系列クロスネット） → 熊本県民テレビ（日本テレビ系列）
- テレビ大分（当時日本テレビ系列中心のフジテレビ系列・テレビ朝日系列クロスネット）
- テレビ宮崎（フジテレビ系列中心の日本テレビ系列・テレビ朝日系列クロスネット）
- 鹿児島テレビ（当時日本テレビ系列・フジテレビ系列クロスネット）
- サガテレビ（フジテレビ系列） - 番販ネットで放送。佐賀県内の取材は前述の福岡放送で行う。

| 福岡放送 日曜17:00枠 （九州電力提供ブロックネット番組枠） | 福岡放送 日曜17:00枠 （九州電力提供ブロックネット番組枠） | 福岡放送 日曜17:00枠 （九州電力提供ブロックネット番組枠） |
| 前番組                                                    | 番組名                                                    | 次番組                                                    |
| --------------------------------------------------------- | --------------------------------------------------------- | --------------------------------------------------------- |
| -                                                         | なぜなぜ九州                                              | Dr.クラナガン                                             |